# Пальмово
Пальмово (пол. Palmowo) — село в Польщі, у гміні Вежбінек Конінського повіту Великопольського воєводства.
Населення — 162 особи (2011).
У 1975-1998 роках село належало до Конінського воєводства.

## Демографія
Демографічна структура станом на 31 березня 2011 року:
|          | Загалом | Допрацездатний вік | Працездатний вік | Постпрацездатний вік |
| -------- | ------- | ------------------ | ---------------- | -------------------- |
| Чоловіки | 85      | 24                 | 54               | 7                    |
| Жінки    | 77      | 18                 | 37               | 22                   |
| Разом    | 162     | 42                 | 91               | 29                   |